# Имерхеви (Карельский муниципалитет)
Имерхеви (груз. იმერხევი) — село в Грузии, на территории Карельского муниципалитета края (мхаре) Шида-Картли.

## География
Село находится в центральной части Грузии, на берегах реки Гванана (бассейн Куры), на расстоянии приблизительно 10 километров (по прямой) к юго-западу от города Карели, административного центра муниципалитета. Абсолютная высота — 925 метров над уровнем моря.

## Население
По результатам официальной переписи населения 2014 года в Имерхеви проживало 28 человек (15 мужчин и 13 женщин). В национальной структуре населения грузины составляли 67,9 %, осетины — 32,1 %.
| Год  | Население, человек |
| ---- | ------------------ |
| 2002 | 47                 |
| 2014 | ↘ 28               |